# يا أخي اسأل (ألبوم)
يا أخي اسأل هو ألبوم للفنانة السورية أصالة نصري، تم إصداره عام 2001.

## قائمة الأغاني
- اسأل علينا  - 4:31
- اسلي نفسي  - 5:28
- الغيرة  - 4:59
- خلاص لاتسال  - 6:49
- رجيتك - 6:08
- سامحنا  - 6:38
- ليه الغرور  - 5:08
- يا أخي اسأل  - 6:12